# 仙劍奇俠傳三
《仙劍奇俠傳三》是由大宇資訊旗下上海軟星製作的角色扮演遊戲，于2003年7月31日推出，为仙剑奇侠传系列的第三代作品，主题为「輪迴」。故事環繞在兩把劍，述說着主角兩個前世與今生的糾葛。

## 玩法
本作依照水、火、雷、风、土的五灵世界观，为人物加入了五靈屬性。迷宮中的障礙物需要特定角色解開方能通行，大寶箱亦依五靈屬性不同而有開啟的成敗率。
游戏采用是半回合、半即時制的战斗系统。仙劍人物戰鬥中，有三項重要的值：精、氣、神。精就是角色的生命值。當精歸零時，人物就會倒在地上，不能作任何動作。氣就是真氣，是使用技能的必要值。氣只能以升等和受到攻擊補充。神是使用仙術的必要值。戰鬥時，角色可除了攻击之外，亦可以使用「仙術」，即利用五靈仙術攻擊敵人。仙術分成五靈：火、雷、風、土、水，按照這個順序相剋。每個角色一開始都有一系列的仙術，而之後可利用捲軸再度讓角色學習新的五靈仙術。遊戲進展之後，可能會得到更強大的雙系仙術。此外，「技能」是每個角色獨特的招術，有時候需要透過特殊劇情獲得技能。男主角景天可使用「援護」，當景天站在五靈法陣的正中央，而有女主角所剩的精不多時，可發動援。當景天成功援助一位女主角時，好感度會增加。五靈法陣是仙劍奇俠傳三中開始介紹的。一個陣行裡有六個位置，是水、火、雷、風、土和中央的位置。角色可以改變在陣行上的位置，以達到減弱或增強仙術的效果。站在和仙術同樣的五靈上會得到增強效果，而站在剋其仙術的五靈上則會減弱。
有時戰鬥中使用特定的招數，會從怪物的身上得到屍塊。屍塊要是與礦物冶煉，可煉出較購得的裝備武器能力更強。本作因主角身為夥計當舖，擅於古董鑑定，購買物品時有一定機率可討價還價成功，亦有當舖經營系統。
隨著劇情發展，遊戲中期後可以魔劍御劍飛行，選擇已去過的地點、完成任務。最终依照主角對其他女性角色的好感度高低決定結局。

## 剧情

### 世界观
游戏劇情年代設定為《仙劍奇俠傳》故事初代50年前，《仙劍奇俠傳二》58年前。从本作开始，仙剑奇侠传系列确立了五灵（水、火、雷、风、土）六界（神、魔、鬼、人、妖、仙）的世界观。

#### 四大門派
唐門
位於渝州東郊唐家堡，依山傍水的一座大莊園，以製毒聞名天下。門中分為十大部門，分別由十個長老掌管。渝州周邊一半的農田，渝州城中一半的店鋪，都是唐家的產業。
掌門唐坤，武功高強，交遊廣闊，為威震西南的武林大豪。
霹靂堂
發起於江西，勢力已擴展到西南五省，以火器稱霸武林。
原本為一家族式門派，後因拓展勢力，廣收門徒而成為一個界於門派和幫派之間的門派。對唐門虎視眈眈，行蹤也日見詭秘。掌門雷嘯天，外家功夫出神入化，火器的的製造和使用技術更是獨步天下。十五年前，將掌門之位傳與義子羅如烈，從此銷聲匿跡。
現任掌門羅如烈，武功已盡得義父真傳，並有青出於藍之勢。
蜀山派
位於川西蜀山，山峰淩空，宛若浮雲，相傳為仙家賜予人間的勝地。蜀山自開派至今，歷代弟子勤修仙術，入世降妖，並囚妖於鎖妖塔，庇佑人間不受妖孽滋擾，深得百姓愛戴，在蜀地更是被尊為神仙。為仙劍一至三代遊戲的主軸門派，全名為蜀山仙劍派。
蓬萊派
位於東海蓬萊島，同蜀山派一樣，屬修仙門派，且與蜀山同氣連枝，世代交好。
蓬萊仙術講究清淨無為，抱元守一，不擾外物。門徒很少出頭露面，即使偶爾離島前往大陸，也多以普通道士的面目示人，因此名聲不彰。蓬萊掌門商風子，修習蓬萊仙術已有六十餘載，道骨仙風，涵養和定力異于常人。
蓬萊地處海上，經歷代修葺已頗具規模，從陸上望之，雲霧繚繞，宛如仙境，因此世人多穿鑿附會蓬萊為仙人所居。

### 主線劇情
渝州最大當鋪──永安當的夥計景天每日幻想能富甲天下或成為蜀山劍仙，之後認識了當鋪主人唐家堡的大小姐雪見。而雪見的寵物五毒獸花楹與之一起展開冒險。在結識蜀山派棄徒徐长卿及其戀人紫萱後，開始為協助蜀山找尋失散各地的五顆靈珠。另一面愛慕紫萱的魔尊重樓與景天前世神界神將飛蓬惺惺相惜，為助景天而交予他其另一前世姜國王子龍陽所鑄魔劍。景天又遇到劍中宿靈的龍陽妹妹龍葵。在與主要敵人邪劍仙的糾纏鬥爭中，冒險完全展開。

### 五個結局
好感度就是女主角對於男主角景天的好感。好感度可透過劇情、戰鬥中的援助或四方四向樞的能力提升。仙劍奇俠傳三採用分支結局制，依照好感度與戰鬥結果決定劇情，设有五个结局：
- 紫萱結局

紫萱的好感度決定重樓能否救她。鑄劍選擇鎮妖劍，若紫萱好感度最高的話，紫萱欲犧牲自己修復鎖妖塔，重樓及時出來救她，散盡魔力修復鎖妖塔後變成凡人。若干時日後某一天重樓到景天與紫萱居住之村莊探望老友，得知紫萱與景天近況，邀景天回家喝酒。
- 花楹結局

若花楹好感度最高，鑄劍選擇魔劍，重樓來不及救紫萱，要毀掉鎖妖塔，而景天出面阻止。重樓將龍葵紅藍分開，多年後景天跟花楹在森林中相遇。
- 雪見結局

鑄劍選擇鎮妖劍，龍葵跳入劍爐鑄劍。新仙界打輸重樓。重樓將雪見釋放回人間但不知道在哪，而景天在人間尋尋覓覓許久，最後在當初約定好的渝州竹林下找到雪見。
- 龍葵結局

鑄劍選擇魔劍，雪見跳入劍爐鑄劍。新仙界打輸重樓。紅龍葵告訴龍葵愛是不能分享的，於是紅龍葵選擇與龍葵分開，為了龍葵能與景天在一起。最後龍葵勇敢向景天奔去。
- 完美結局

鑄劍無論選擇鎮妖劍或魔劍，只要在新仙界能打贏重樓，重樓就會復活那名死去的女主角。結局會看見景天與雪見及雙龍葵在新安當舖過著幸福快樂的日子。另在仙三外官網有提及，《仙劍奇俠傳三外傳·問情篇》即是接續此完美結局。

### 角色
- 本作角色的名字由來部分來自中藥。

景天
男主角。昔日永安當的當家景逸之子，個性隨和開朗，擅於鑒別古董珠寶，對買賣、帳目很精通。
唐門在渝州開設的最大當鋪──永安當的夥計，司「管飾」一職，專門保管當鋪收押的首飾珠寶類貴重物品。對保管的當品更有過目不忘的本事。每日幻想有朝一日能富甲天下或成為人人景仰的蜀山劍仙。
唐雪見
唐家堡大小姐。唐門掌門唐坤最寵愛的孫女，但实际上为夕瑤利用天庭神树的果实而做成與自己樣貌完全一樣的化身，只是被唐坤之收养。性格虽刁蛮任性但也活泼乐观。其姓名来源于雪见草。最大的愿望是替爷爷报仇。
除了限於唐門毒術不能傳女的門規之外，其他文學武功醫術全部傾囊傳授。借著唐家的名頭，在江湖上也小有名氣。一年前，唐坤年老病重，家族內部权力鬥爭加劇，雪見失去靠山，倍受排擠欺淩。
龍葵
生前為姜國公主，現為鬼。實齡1000歲、外觀17歲。在千年的修煉過程中，性格分裂為兩個。
龍葵本是古代戰國時期姜國的公主，是太子龍陽的妹妹。姜國當時岌岌可危，國力孱弱，因而請求齊國援助。當時姜國願以一幅巨型刺繡畫作為援軍報酬，但因為繡圖之人即龍葵的母親病逝，因此齊國撤軍。楊國看到這個情形，趁機攻擊姜國的城池，而團團包圍住姜國。太子龍陽欲鑄魔劍，因為據說魔劍具有非凡的魔力，能將敵人一掃而空。當時龍陽已經將魔劍鑄成了，但缺少一樣材料：處女之血。
楊國將姜國擊破了，全城一片混亂，太子龍陽在混亂中喪生了。龍葵跳入鑄劍爐自盡，而使得魔劍天成，但在戰爭的混亂中，魔劍消失蹤跡，多年後被崑崙瓊華派門人慕容紫英於不周山所獲，欲尋方法淨化魔劍的兇戾之氣未成，魔劍卻落到蜀山，因其具有非凡力量，而成為他們封印鎖妖塔的物品。
而在千年的時光中，龍葵的靈魂被封印在魔劍裡，不得投胎轉世。在魔劍裡，因為恐懼和種種情緒，性格一分為二，出現了另外一個龍葵。她總是在龍葵害怕的時候保護她，而和龍葵的個性是完全相反的。
在遊戲的開頭，重樓將魔劍從鎖妖塔中取出，拿給景天。最後龍葵從魔劍中出來，加入了景天一行人。
紫萱
女媧族後裔。實齡200歲、外觀25歲。性格溫柔聰慧、善解人意，外柔內剛。
雖擁有人間至高靈力，卻飽受情愛煎熬之苦。與第一世戀人相遇時對方已經婚配，兩人相愛而不能相守，鬱鬱而終；第二世雖結為連理，但紫萱不老不死，對方人生幾十年匆匆而逝，也留下了遺憾。這一世紫萱暗暗佈局，不僅要讓戀人長生不老，還要令自己擺脫女媧族宿命……
徐長卿
蜀山派棄徒。個性穩重、堅毅，不擅言辭，希望能重歸蜀山門下。
紫萱相戀三世的戀人。自幼被蜀山掌門收為弟子，武學天賦極高，一度被譽為蜀山一派的接班人，結識紫萱後因違抗師命被逐出師門。做出這個決定後內心深自無奈，常常關注師門的消息，並且希望有機緣為師門立功後可以重回師門。
花楹
五毒獸，可化為人型。實齡100歲、外觀15歲。天真純潔，依賴雪見。
天地間唯一能孕育五毒珠的妖獸，具有強大的化解之力，因力量近於仙而不容於妖類。80歲修煉成人形後想進入人間，因為毫無心機、不通世事讓別人知道了自己有讀心能力，被人類驅逐；後被唐門囚禁豢養用來煉製五毒珠。
飛蓬
神界將軍，負責把守連接神魔兩界的唯一通道“神魔之井”，與魔尊重樓勢均力敵，每次戰鬥都不能分出勝負，結束後總是找女神夕瑤療傷、談天；兩人因此約定在新仙界比試武功，天界罰其擅離職守，將飛蓬貶下凡間，第一世轉世為人間姜國太子龍陽，與龍葵為兄妹關係，千年後轉世成為渝州景天。
重樓
重楼是《仙剑奇侠传三》及《仙剑奇侠传三外传·问情篇》的重要角色，已知登场最强大的角色，身份为魔界至尊，喜欢与天界神将飞蓬比武。在游戏中，飞蓬被贬人间转世为景天，重楼因寂寞而将锁妖塔内的魔剑取走，并交予景天，同时亦导致了邪剑仙的出逃。在《仙剑奇侠传三》的最后，与飞蓬的转生景天展开最终战斗。此外，重楼在《仙剑奇侠传三外传·问情篇》及《仙劍奇俠傳七》中亦有出场。
龍陽
龍陽乃是《仙劍奇俠傳三》中的一個角色，是主角的前世、神將飛蓬被貶為人的第一世。龍陽是姜國太子，在春秋時代與楊國進行戰鬥，因國都被楊國軍隊圍困。為了要反敗為勝，而鑄造傳說中的魔劍。可惜魔劍尚未完成，龍陽就死於亂軍，其妹龍葵跳入鑄劍爐自盡，魔劍因處女之血而天成。龍陽經過投胎轉世之後，便是遊戲主角──景天。

## 评价

### 获奖记录
- 2003年天极网读者调查评选 电脑游戏首选品牌奖
- 2003年游戏族评选 最喜爱角色扮演游戏
- 2003年家用电脑与游戏评选 年度最佳中文角色扮演
- 2004年GAME STAR遊戲之星選拔 人氣票選類 最佳單機遊戲（金獎）
- 2004年GAME STAR遊戲之星選拔 專家評審獎 最佳製作人獎

## 小说
作者为管平潮，北京联合出版公司出版。
| 集数 | 标题        | 出版日期   | ISBN               |
| ---- | ----------- | ---------- | ------------------ |
| 1    | 仙剑奇侠传1 | 2012年10月 | ISBN 9787550209862 |

## 外部連結
- 官方网站